# Protorthodes incincta
Protorthodes incincta là một loài bướm đêm trong họ Noctuidae.